# 다이카쿠지통

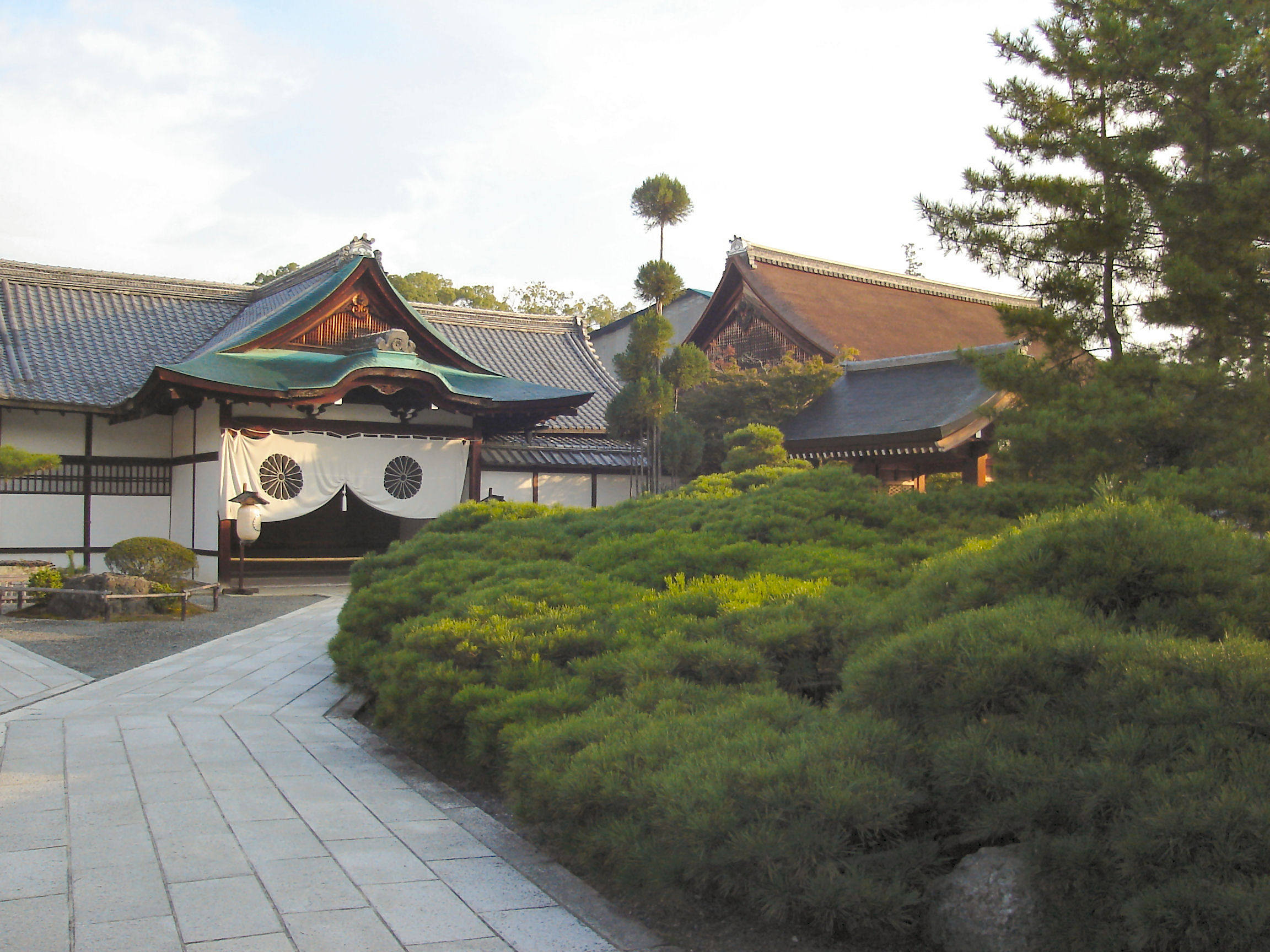
교토 다이카쿠지. 교토시 우쿄 구(右京区) 사가(嵯峨) 오사와 정(大沢町)에 소재한다.

다이카쿠지 왕통(大覚寺統, だいかくじとう)은 일본 가마쿠라 시대(鎌倉時代) 후기부터 난보쿠초 시대(南北朝時代)에 걸쳐(난보쿠초 시대에는 남조에 속했다) 일본 천황을 계승했던 왕통으로, 일본 천황의 자리를 놓고 지묘인 왕통(持明院統)과 대립하였다.
이름의 유래는 제88대 고사가 천황(後嵯峨天皇)의 아들인 제89대 고후카쿠사 천황(後深草天皇)의 친동생 제90대 가메야마 천황(亀山天皇)의 아들인 고우다 천황(後宇多天皇)이 교토(京都) 외곽의 사가노(嵯峨野, 오늘날의 일본 교토 시 우쿄 구)의 다이카쿠지(大覚寺)의 재흥에 힘을 쏟았고 출가 후에는 다이카쿠지에 머무르며 인세이(院政)를 행했던 것에 의한 것이다.

## 개요

### 양통질립에 이르기까지
쇼카(正嘉) 2년(1258년) 고사가인은 당시 16세였던 고후카쿠사 천황의 친동생으로 당시 10세였던 히사히토 친왕(恒仁親王, 훗날의 가메야마 천황)을 태자로 삼고, 이듬해인 쇼겐(正元) 원년(1259년)에 고후카쿠사 천황으로 하여금 히사히토 친왕에게 양위하게 하였다. 당시 고후카쿠사 상황에게도 이미 아들이 있었음에도 고사가인은 분에이(文永) 5년(1268년)에 고후카쿠사 상황의 제2왕자로 당시 4세였던 히로히토 친왕(煕仁親王, 후시미 천황)을 제치고 가메야마 천황의 제2왕자로 당시 2세였던 요히토 친왕(世仁親王, 훗날의 고우다 천황)을 태자로 지명하였다.
그 뒤 고사가인은 분에이 9년(1272년)에 사망하였는데, 유조에 누구를 후계자로 한다고 명기를 하지 않고 다만 다음 치천의 군이 누가 될 것인가에 대해서 "가마쿠라 바쿠후(鎌倉幕府)의 의향을 따르라"는 유지를 비쳤을 뿐이었다. 치천의 군은 인세이를 행하는 상황(上皇)을 가리키는 말이다. 때문에 고후카쿠사 상황과 가메야마 천황은 각자 자신이 다음 치천의 군이라며 다툼을 벌였고, 조정을 맡아 개입한 바쿠후는 고사가인의 정처(正妻)로 고후카쿠사 상황과 가메야마 천황 두 형제의 생모인 오미야인(大宮院) 사이온지 기쓰시(西園寺姞子)에게 고사가인의 뜻이 누구에게 있었는지를 물었다. 이때 오미야인은 가메야마 천황의 편을 들었으므로 가메야마 천황이 치천의 군으로 지명된다. 그 결과 가메야마 천황은 재위한 상태에서 치천의 군으로써 상황의 정무까지 집행하게 되었고, 분에이 11년(1274년) 당시 8세였던 태자 요히토 친왕에게 양위하였다.
그러나 바쿠후는 고후카쿠사 상황의 불만도 수용해서 겐지(建治) 원년(1275년)에 고후카쿠사 상황의 아들로 11세가 된 히로히토 친왕을 태자로 지명하고 장래 고후카쿠사 상황이 다음 치천의 군이 될 수 있도록 보정하였다. 이렇게 발생한 고후카쿠사와 가메야마 두 국왕의 대립은 바쿠후에 의해 양측 자손 사이에 거의 10여년 주기로 교대로 돌아가면서 왕위를 계승한다는, 이른바 양통질립(両統迭立)의 원칙으로써 인세이를 행하도록 하는 것으로 일단락되었다. 그러나 분쟁의 불씨는 여전히 남아 있었다.

### 양통질립 이후
고니조 천황(後二条天皇)이 사망하고 그 아버지인 고우다 상황(後宇多上皇)은 「(고니조 천황의 아들인) 구니요시 친왕(邦良親王)이 성인이 될 때까지」라는 조건으로 고니조 천황의 동생인 다카하루 친왕(尊治親王)을 즉위하게 하였다. 이가 고다이고 천황(後醍醐天皇)이다. 그러나 고다이고 천황은 기존의 양통질립이 아니라 자신의 혈통으로 왕위를 계승시키고자 하였다. 이에 고우다 법황(後宇多法皇)이나 황태자 구니요시 친왕이 반발하자, 고다이고 천황은 인세이를 정지시켜 대항하였으며, 또한 가마쿠라 바쿠후 자체에 대한 타도를 계획하기에 이른다. 이로 인해 다이카쿠지 왕통 그 자체가 분열될 위기에 처했다. 지묘인 왕통이나 가마쿠라 바쿠후는 구니요시 친왕을 지원했고, 구니요시 친왕이 급서하자 친왕의 아들인 야스히토 친왕(康仁親王)을 지묘인 황통의 고곤 천황(光厳天皇)의 태자로 삼게 하여 고다이고 천황 계통으로의 왕위 계승을 거절할 자세를 비쳤으나, 겐코(元弘) 3년(1333년) 가마쿠라 막부가 멸망하고 고다이고 천황이 복위하면서 고니조 천황 계열의 기데라노미야 가(木寺宮家)의 황위 계승은 부인되게 되었다.
겐무 신정(建武の新政)으로 일시 일본의 왕통은 다이카쿠지 왕통(고다이고계)로 통일될 듯 보였으나, 2년 반만에 겐무 신정은 붕괴했다. 요시노(吉野)로 달아난 고다이고 천황이 남조(南朝)를 선포하면서, 아시카가 타카우지(足利尊氏)에 의해 옹립된 지묘인 왕통의 천황이 북조(北朝)로써 대립하게 되어, 일본은 역사 이래 두 명의 현직 천황이 동시에 존재한다는 미증유의 난보쿠초 시대를 맞이하게 되었다.
이후 간노의 소란(観応の擾乱) 때에 남조가 교토를 차지하고 일시적으로 연호를 통일하였으나(쇼헤이 일통) 이마저도 반년 만에 붕괴해버렸다. 훗날 무로마치 3대 쇼군 아시카가 요시미쓰(足利義満)의 알선으로 정식 양위 의식을 행하는 동시에 이후의 왕위 계승에 대해서는 양통질립으로 한다는 조건으로, 다이카쿠지 왕통의 고카메야마 천황(後亀山天皇)이 삼종신기(三種の神器)를 지묘인 왕통의 고코마쓰 천황(後小松天皇)에게 넘겨주고, 난보쿠초 시대의 분열은 막을 내렸다.
그러나 남조의 교토 입성에 즈음해 신기 귀환의 의식은 이루어졌으나 정식 양위 의식은 이루어지지 않았고, 고카메야마 천황에 대한 처우는 「천황으로써 즉위하지는 않았지만 특별히 상황으로 예우한다」는 것이었다. 이는 고카메야마 천황이 천황이었던 적이 없다는, 사실상 고카메야마 천황의 권위를 부정하는 것이나 다름없는 것이었다. 그리고 이후의 왕위 계승이 지묘인 왕통으로 굳어지면서, 다이카쿠지 계통은 불만을 품고 옛 남조의 유신(遺臣)들이 궁중의 신기를 탈취하는 등의 저항을 15세기 반까지 지속하였다(후남조).

## 다이카쿠지 왕통의 천황
- 가메야마 천황(90대)
- 고우다 천황(91대)
- 고니조 천황(94대)
- 고다이고 천황(96대, 동시에 남조의 초대 천황)
- 고무라카미 천황(後村上天皇, 97대이자 남조의 2대 천황)
- 조케이 천황(長慶天皇, 98대이자 남조의 3대 천황)
- 고카메야마 천황(99대이자 남조의 4대 천황)

## 혈맥 계승
- 가메야마 천황의 딸은 고노에 이에모토(近衛家基)에게 하가하여 고노에 쓰네히라(近衛経平)를 낳았고, 그 자손은 현대 일본 왕실에까지 피가 이어져 있다. 
가메야마 천황 ― 공주(고노에 모토이에의 부인) ― 고노에 쓰네히라(近衛経平)……사키히사(前久) ― 사키코(前子, 고요제이 천황의 뇨고) ― 고미즈노오 천황(後水尾天皇)